# Bumbești-Jiu
Bumbeşti-Jiu é uma cidade da Romênia com 11.882 habitantes, localizada no judeţ (distrito) de Gorj.